# Österrike i olympiska sommarspelen 2004
Österrike i olympiska sommarspelen 2004 bestod av 74 idrottare som blivit uttagna av Österrikes olympiska kommitté.

## Bordtennis
| Idrottare                    | Gren       | Omgång 1             | Omgång 2             | Omgång 3             | Omgång 4                   | Kvartsfinaler        | Semifinaler          | Final                |                  |
| Idrottare                    | Gren       | Motståndare Resultat | Motståndare Resultat | Motståndare Resultat | Motståndare Resultat       | Motståndare Resultat | Motståndare Resultat | Motståndare Resultat |                  |
| ---------------------------- | ---------- | -------------------- | -------------------- | -------------------- | -------------------------- | -------------------- | -------------------- | -------------------- | ---------------- |
| Chen Weixing                 | Herrsingel | BYE                  | Henzell (AUS) W 4–0  | Oh S-E (KOR) L 3–4   | Gick inte vidare           | Gick inte vidare     | Gick inte vidare     | Gick inte vidare     | Gick inte vidare |
| Werner Schlager              | Herrsingel | BYE                  | BYE                  | Li C (HKG) W 4–2     | Boll (GER) L 3–4           | Gick inte vidare     | Gick inte vidare     | Gick inte vidare     | Gick inte vidare |
| Karl Jindrak Werner Schlager | Herrdubbel | i.u.                 | BYE                  | BYE                  | Maze / Tugwell (DEN) L 0–4 | Gick inte vidare     | Gick inte vidare     | Gick inte vidare     | Gick inte vidare |
| Liu Jia                      | Damsingel  | BYE                  | BYE                  | Fujinuma (JPN) L 3–4 | Gick inte vidare           | Gick inte vidare     | Gick inte vidare     | Gick inte vidare     | Gick inte vidare |

## Brottning
Herrarnas fristil
| Lubos Cikel    | 60 kg | Jung Y-h (KOR) L 1–3 | Zakhartdinov (UZB) W 3–1 | Inoue (JPN) L 0–3 | 3 | Gick inte vidare | Gick inte vidare | Gick inte vidare | Gick inte vidare |
| Radovan Valach | 96 kg | Cormier (USA) L 0–3  | Bartnicki (POL) L 1–3    | i.u.              | 3 | Gick inte vidare | Gick inte vidare | Gick inte vidare | Gick inte vidare |

Damernas fristil
| Marina Gastl | 72 kg | Manyurova (RUS) L 1–3 | Schätzle (GER) L 1–3 | 3 | Gick inte vidare | Gick inte vidare | Gick inte vidare | Gick inte vidare |

## Cykling

### Mountainbike
| Idrottare        | Gren                  | Tid     | Placering |
| ---------------- | --------------------- | ------- | --------- |
| Christoph Soukup | Herrarnas terränglopp | 2:22:50 | 15        |
| Michael Weiss    | Herrarnas terränglopp | 2:30:14 | 32        |
| Barbel Jungmeier | Damernas terränglopp  | 2:09:22 | 14        |

### Landsväg
Herrar
| Idrottare         | Gren                | Tid             | Placering       |
| ----------------- | ------------------- | --------------- | --------------- |
| Bernhard Eisel    | Herrarnas linjelopp | Fullföljde inte | Fullföljde inte |
| Gerrit Glomser    | Herrarnas linjelopp | 5:45:21         | 51              |
| Georg Totschnig   | Herrarnas linjelopp | 5:41:56         | 22              |
| Gerhard Trampusch | Herrarnas linjelopp | 5:41:56         | 30              |
| Christiane Soeder | Damernas linjelopp  | 3:25:42         | 24              |

### Bana
Poänglopp
| Idrottare                   | Gren                | Poäng | Placering |    |
| --------------------------- | ------------------- | ----- | --------- | -- |
| Franz Stocher               | Herrarnas poänglopp | 9     | 0         | 17 |
| Roland Garber Franz Stocher | Herrarnas Madison   | 8     | –1        | 8  |

## Friidrott
Herrar
Bana, maraton och gång
| Michael Buchleitner | Maraton            | i.u.     | i.u. | 2:19:19          | 29               |
| Martin Pröll        | 3 000 meter hinder | 8:26.01  | 8    | Gick inte vidare | Gick inte vidare |
| Günther Weidlinger  | 5 000 meter        | 13:29.32 | 11   | Gick inte vidare | Gick inte vidare |

Herrar
Kombinerade grenar - Tiokamp
| Friidrottare    | Gren     | 100 m | LJ   | SP    | HJ   | 400 m | 110H  | DT    | PV   | JT    | 1500 m  | Final | Placering |
| --------------- | -------- | ----- | ---- | ----- | ---- | ----- | ----- | ----- | ---- | ----- | ------- | ----- | --------- |
| Roland Schwarzl | Resultat | 10.98 | 7.49 | 14.01 | 1.94 | 49.76 | 14.25 | 42.43 | 5.10 | 56.32 | 4:33.56 | 8102  | 10        |
| Roland Schwarzl | Poäng    | 865   | 932  | 729   | 749  | 826   | 942   | 714   | 941  | 683   | 721     | 8102  | 10        |

Damer
Bana, maraton och gång
| Idrottare         | Gren      | Heat     | Heat      | Kvartsfinal | Kvartsfinal | Semifinal        | Semifinal        | Final            | Final            |
| Idrottare         | Gren      | Resultat | Placering | Resultat    | Placering   | Resultat         | Placering        | Resultat         | Placering        |
| ----------------- | --------- | -------- | --------- | ----------- | ----------- | ---------------- | ---------------- | ---------------- | ---------------- |
| Karin Mayr-Krifka | 100 meter | 11.40    | 4 q       | 11.55       | 8           | Gick inte vidare | Gick inte vidare | Gick inte vidare | Gick inte vidare |
| Karin Mayr-Krifka | 200 meter | 22.81    | 5 q       | 23.19       | 7           | Gick inte vidare | Gick inte vidare | Gick inte vidare | Gick inte vidare |
| Bettina Müller    | 100 meter | 11.39    | 4 q       | 11.50       | 7           | Gick inte vidare | Gick inte vidare | Gick inte vidare | Gick inte vidare |

## Fäktning
Herrar
| Christoph Marik  | Värja   | i.u. | Karyuchenko (UKR) L 7–15 | Gick inte vidare | Gick inte vidare | Gick inte vidare | Gick inte vidare | Gick inte vidare |
| Roland Schlosser | Florett | BYE  | Attely (FRA) L 14–15     | Gick inte vidare | Gick inte vidare | Gick inte vidare | Gick inte vidare | Gick inte vidare |

## Judo
Herrar
| Idrottare       | Gren                     | Sextondelsfinal      | Åttondelsfinal           | Kvartsfinal             | Semifinal                  | Återkval                 | Final                      | Final            |                  |
| Idrottare       | Gren                     | Motståndare Resultat | Motståndare Resultat     | Motståndare Resultat    | Motståndare Resultat       | Motståndare Resultat     | Motståndare Resultat       | Placering        |                  |
| --------------- | ------------------------ | -------------------- | ------------------------ | ----------------------- | -------------------------- | ------------------------ | -------------------------- | ---------------- | ---------------- |
| Ludwig Paischer | Extra lättvikt (-60 kg)  | BYE                  | Choi (KOR) L 0001–1100   | Gick inte vidare        | Gick inte vidare           | Gick inte vidare         | Gick inte vidare           | Gick inte vidare | Gick inte vidare |
| Claudia Heill   | Halv mellanvikt (-63 kg) | i.u.                 | Rousey (USA) W 0010–0000 | Clark (GBR) W 1001–0001 | Hong O-S (PRK) W 0100–0010 | Žolnir (SLO) W 1000–0111 | Tanimoto (JPN) L 0000–0200 | 2                |                  |

## Kanotsport
Slalom
| Kanotist                 | Gren                 | Omgång 1 | Omgång 1  | Omgång 1 | Omgång 1  | Omgång 1 | Omgång 1  | Semifinal | Semifinal | Final            | Final            |
| Kanotist                 | Gren                 | Omgång 1 | Placering | Omgång 2 | Placering | Bästa    | Placering | Tid       | Placering | Tid              | Placering        |
| ------------------------ | -------------------- | -------- | --------- | -------- | --------- | -------- | --------- | --------- | --------- | ---------------- | ---------------- |
| Helmut Oblinger          | Herrarnas K-1 slalom | 94.25    | 3         | 98.94    | 16        | 193.19   | 7 Q       | 98.02     | 13        | Gick inte vidare | Gick inte vidare |
| Violetta Oblinger-Peters | Damernas K-1 slalom  | 110.95   | 6         | 115.45   | 14        | 226.40   | 7 Q       | 117.09    | 12        | Gick inte vidare | Gick inte vidare |

## Ridsport

### Dressyr
| Idrottare                                                             | Häst        | Gren                 | Grand Prix | Grand Prix | Grand Prix Special | Grand Prix Special | Grand Prix Fristil | Grand Prix Fristil | Totalt           | Totalt           |
| Idrottare                                                             | Häst        | Gren                 | Poäng      | Placering  | Poäng              | Placering          | Poäng              | Placering          | Poäng            | Placering        |
| --------------------------------------------------------------------- | ----------- | -------------------- | ---------- | ---------- | ------------------ | ------------------ | ------------------ | ------------------ | ---------------- | ---------------- |
| Friedrich Gaulhofer                                                   | Wels        | Individuell dressyr  | 63,667     | 44         | Gick inte vidare   | Gick inte vidare   | Gick inte vidare   | Gick inte vidare   | Gick inte vidare | Gick inte vidare |
| Peter Gmoser                                                          | Don Debussy | Individuell dressyr  | 62,750     | 48         | Gick inte vidare   | Gick inte vidare   | Gick inte vidare   | Gick inte vidare   | Gick inte vidare | Gick inte vidare |
| Victoria Max-Theurer                                                  | Falcao      | Individuell dressyr  | 68,667     | 20 Q       | 68,753             | 20                 | Gick inte vidare   | Gick inte vidare   | Gick inte vidare | Gick inte vidare |
| Nina Stadlinger                                                       | Egalité     | Individuell dressyr  | 67,375     | 26 Q       | 66,148             | 25                 | Gick inte vidare   | Gick inte vidare   | Gick inte vidare | Gick inte vidare |
| Friedrich Gaulhofer Peter Gmoser Victoria Max-Theurer Nina Stadlinger | Se ovan     | Lagtävling i dressyr | i.u.       | i.u.       | i.u.               | i.u.               | i.u.               | i.u.               | 66,570           | 8                |

### Fälttävlan
| Ryttare                                                              | Häst          | Gren                    | Dressyr | Dressyr   | Terräng    | Terräng    | Terräng    | Hoppning         | Hoppning         | Hoppning         | Hoppning         | Hoppning         | Hoppning         | Totalt           | Totalt           |
| Ryttare                                                              | Häst          | Gren                    | Dressyr | Dressyr   | Terräng    | Terräng    | Terräng    | Kval             | Kval             | Kval             | Final            | Final            | Final            | Totalt           | Totalt           |
| Ryttare                                                              | Häst          | Gren                    | Straff  | Placering | Straff     | Totalt     | Placering  | Straff           | Totalt           | Placering        | Straff           | Totalt           | Placering        | Straff           | Placering        |
| -------------------------------------------------------------------- | ------------- | ----------------------- | ------- | --------- | ---------- | ---------- | ---------- | ---------------- | ---------------- | ---------------- | ---------------- | ---------------- | ---------------- | ---------------- | ---------------- |
| Harald Ambros                                                        | Miss Ferrari  | Individuell fälttävlan  | 54,00   | 33        | 7,20       | 61,20      | 27         | 8,00             | 69,20            | 27 Q             | 4,00             | 73,20            | 19               | 73,20            | 19               |
| Margit Appelt                                                        | Ice On Fire   | Individuell fälttävlan  | 74,60 # | =71       | 162,20     | 236,80     | 71         | 35,00            | 271,80           | 68               | Gick inte vidare | Gick inte vidare | Gick inte vidare | 271,80           | 68               |
| Harald Riedl                                                         | Foxy XX       | Individuell fälttävlan  | 61,60 # | 49        | 52,80      | 114,40     | 61         | 27,00            | 141,40           | 58               | Gick inte vidare | Gick inte vidare | Gick inte vidare | 141.40           | DSQ              |
| Harald Siegl                                                         | Gigant 2      | Individuell fälttävlan  | 60,60   | 46        | 23,20      | 83,80      | 48         | 12,00            | 95,80            | 45               | Gick inte vidare | Gick inte vidare | Gick inte vidare | 95.80            | 45               |
| Andreas Zehrer                                                       | Raemmi Daemmi | Individuell fälttävlan  | 60,40   | =44       | Eliminerad | Eliminerad | Eliminerad | Gick inte vidare | Gick inte vidare | Gick inte vidare | Gick inte vidare | Gick inte vidare | Gick inte vidare | Gick inte vidare | Gick inte vidare |
| Harald Ambros Margit Appelt Harald Riedl Harald Siegl Andreas Zehrer | Se ovan       | Lagtävling i fälttävlan | 175,00  | 10        | 192,60     | 381,80     | 14         | 55,00            | 436,80           | 14               | i.u.             | i.u.             | i.u.             | 436,80           | 14               |

## Rodd
Herrar
| Idrottare                                                         | Gren                        | Heat    | Heat      | Återkval | Återkval  | Semifinal | Semifinal | Final   | Final     | Final |
| Idrottare                                                         | Gren                        | Tid     | Placering | Tid      | Placering | Tid       | Placering | Tid     | Placering |       |
| ----------------------------------------------------------------- | --------------------------- | ------- | --------- | -------- | --------- | --------- | --------- | ------- | --------- | ----- |
| Raphael Hartl                                                     | Singelsculler               | 7:34,61 | 2 R       | 7:06,21  | 2 SA/B/C  | 6:58,67   | 5 FC      | 7:00,75 | 17        |       |
| Juliusz Madecki Sebastien Sageder Wolfgang Sigl Bernd Wakolbinger | Lättvikts-fyra utan styrman | 5:54,07 | 3 SA/B    | BYE      | BYE       | 5:58,73   | 4 FB      | 6:22,85 | 10        |       |

## Segling
Herrar
| Seglare                         | Gren    | Lopp | Lopp | Lopp | Lopp | Lopp | Lopp | Lopp | Lopp | Lopp | Lopp | Lopp | Summerad poäng | Finalplacering |
| Seglare                         | Gren    | 1    | 2    | 3    | 4    | 5    | 6    | 7    | 8    | 9    | 10   | M*   | Summerad poäng | Finalplacering |
| ------------------------------- | ------- | ---- | ---- | ---- | ---- | ---- | ---- | ---- | ---- | ---- | ---- | ---- | -------------- | -------------- |
| Andreas Hanakamp Hans Spitzauer | Starbåt | 12   | 14   | 7    | 16   | 14   | 16   | 9    | 3    | 5    | 11   | 6    | 97             | 13             |

M = Medaljlopp; EL = Eliminerad – gick inte vidare till medaljloppet;
Öppen
| Seglare                            | Gren    | Lopp | Lopp | Lopp | Lopp | Lopp | Lopp | Lopp | Lopp | Lopp | Lopp | Lopp | Lopp | Lopp | Lopp | Lopp | Lopp | Summerad poäng | Finalplacering |
| Seglare                            | Gren    | 1    | 2    | 3    | 4    | 5    | 6    | 7    | 8    | 9    | 10   | 11   | 12   | 13   | 14   | 15   | M*   | Summerad poäng | Finalplacering |
| ---------------------------------- | ------- | ---- | ---- | ---- | ---- | ---- | ---- | ---- | ---- | ---- | ---- | ---- | ---- | ---- | ---- | ---- | ---- | -------------- | -------------- |
| Andreas Geritzer                   | Laser   | 4    | 1    | 34   | 7    | 1    | 2    | 12   | 15   | 12   | 4    | i.u. | i.u. | i.u. | i.u. | i.u. | 10   | 68             | 2              |
| Nico Delle-Karth Nikolaus Resch    | 49er    | 5    | 13   | 11   | 6    | 5    | 14   | 6    | 17   | 13   | 4    | 15   | 8    | 13   | 4    | 12   | 8    | 122            | 10             |
| Roman Hagara Hans-Peter Steinacher | Tornado | 1    | 3    | 8    | 1    | 14   | 8    | 4    | 1    | 2    | 5    | i.u. | i.u. | i.u. | i.u. | i.u. | 1    | 34             | 1              |

M = Medaljlopp; EL = Eliminerad – gick inte vidare till medaljloppet;

## Simhopp
Damer
| Idrottare    | Gren | Kval   | Kval      | Semifinal        | Semifinal        | Final            | Final            |
| Idrottare    | Gren | Poäng  | Placering | Poäng            | Placering        | Poäng            | Placering        |
| ------------ | ---- | ------ | --------- | ---------------- | ---------------- | ---------------- | ---------------- |
| Marion Reiff | 10 m | 232,35 | 31        | Gick inte vidare | Gick inte vidare | Gick inte vidare | Gick inte vidare |
| Anja Richter | 10 m | 302,16 | 17 Q      | 472,44           | 15               | Gick inte vidare | Gick inte vidare |

## Taekwondo
| Idrottare       | Gren             | Åttondelsfinaler      | Kvartsfinaler          | Semifinaer           | Återkval             | Bronsmatch           | Final                | Final            |
| Idrottare       | Gren             | Motståndare Resultat  | Motståndare Resultat   | Motståndare Resultat | Motståndare Resultat | Motståndare Resultat | Motståndare Resultat | Placering        |
| --------------- | ---------------- | --------------------- | ---------------------- | -------------------- | -------------------- | -------------------- | -------------------- | ---------------- |
| Tuncay Çalışkan | Herrarnas −68 kg | Liango (CAF) W KO     | Huang C-H (TPE) L 8–10 | Did not advance      | Hussein (EGY) L 4–8  | Gick inte vidare     | Gick inte vidare     | 7                |
| Nevena Lukic    | Damernas −49 kg  | Mochesane (LES) W 4–0 | Carías (GUA) L 1–1 SUP | Gick inte vidare     | Gick inte vidare     | Gick inte vidare     | Gick inte vidare     | Gick inte vidare |

## Tennis
| Spelare       | Gren       | Omgång 1                | Omgång 2          | Åttondelsfinaler  | Kvartsfinaler     | Semifinaler       | Final / BM        | Final / BM       |
| Spelare       | Gren       | Motståndare Poäng       | Motståndare Poäng | Motståndare Poäng | Motståndare Poäng | Motståndare Poäng | Motståndare Poäng | Placering        |
| ------------- | ---------- | ----------------------- | ----------------- | ----------------- | ----------------- | ----------------- | ----------------- | ---------------- |
| Jürgen Melzer | Herrsingel | Spadea (USA) L 0–6, 1–6 | Gick inte vidare  | Gick inte vidare  | Gick inte vidare  | Gick inte vidare  | Gick inte vidare  | Gick inte vidare |

## Triathlon
| Triathlet      | Gren                | Simning (1,5 km) | Trans 1 | Cykling (40 km) | Trans 2 | Löpning (10 km) | Total tid  | Placering |
| -------------- | ------------------- | ---------------- | ------- | --------------- | ------- | --------------- | ---------- | --------- |
| Norbert Domnik | Herrarnas triathlon | 19:34            | 0:17    | 1:04:19         | 0:23    | 35:20           | 1:59:13,25 | 37        |
| Kate Allen     | Damernas triathlon  | 20:38            | 0:19    | 1:09:52         | 0:25    | 34:13           | 2:04:43,45 | 1         |
| Eva Bramböck   | Damernas triathlon  | 20:32            | 0:21    | 1:09:55         | 0:25    | 39:52           | 2:10:19,60 | 28        |